# Christine Binswanger
Christine Binswanger (* 1964 in Kreuzlingen) ist eine Schweizer Architektin.

## Ausbildung und beruflicher Werdegang
Binswanger studierte von 1984 bis 1990 Architektur an der ETH Zürich. Sie kam 1991 zu Herzog & de Meuron, wurde dort 1994 Partner und ist seit 2009 Senior Partner. Sie ist verantwortlich für zahlreiche Projekte in vielen Ländern, insbesondere in der Schweiz, Frankreich, Spanien und den USA.
2004 erhielt Binswanger den Prix Meret Oppenheim.

## Projekte (Leitung)
„Sie ist verantwortlich für ein [sic!] neue Form von Teamarbeit, die zu viel beachteten architektonischen Ergebnissen geführt hat.“ Unter Binswangers Leitung wurden bzw. werden vom Architekturbüro Herzog & de Meuron u. a. folgende Projekte realisiert:
- die Erweiterung des Walker Art Center in Minneapolis, USA,
- das Pérez Art Museum in Miami, USA[3]
- die Erweiterung des Unterlinden-Museums in Colmar, Frankreich,
- REHAB Basel, Klinik für Neurorehabilitation und Paraplegiologie, Schweiz[4]
- das neue Kinderspital Zürich (2018–2024), Schweiz,
- Stadtplanung in Lyon (Stadtteil Lyon-Confluence), Frankreich[5]
- Stadtplanung in Burgos (Bulevar del Ferrocarril), Spanien[6]
- Stadtentwicklung in Basel (Dreispitz Basel und Münchenstein), Schweiz.
- Sozialwohnungen Rue des Suisses in Paris, France[7]
- Wohnbebauung im Zellwegerpark in Uster, Schweiz[8]
- 1111 Lincoln Road, Überbauung und Parkhaus in Miami Beach, USA.

## Veröffentlichungen

### Bücher
- mit Harry Gugger, Roman Kurzmeyer, Peter Regli, Hannes Rickli: Interviews. Bern: Bundesamt für Kultur, 2005. ISBN 3-9522701-4-8.
- mit Pierre de Meuron (1998): Cinema Multiplex Heuwaage. Basilea, concorso 1997-'98. In: Archi, v. 1, n. 3 (1. Juli 1998).[9]
- mit Markus Stegman: Wolfsberg – Zwischenräume und Begegnungen. Ermatingen: Wolfsberg – The Platform for Executive & Business Development, 2016. ISBN 978-3-9524057-5-8.
- Andrew Blauvelt (Hg.); contrib.: Christine Binswanger [et al.]: Expanding the center: Walker Art Center and Herzog & de Meuron. ISBN 0-935640-84-3.

### Vorträge
- Herzog & de Meuron: Kinderspital Zürich. Lafarge Holcim Forum on Sustainable Construction, Cairo, Egypt, 7. April 2019.[10]
- The Hospital, the Patient, and the City | Live roundtable with Annmarie Adams, Christine Binswanger, Momoyo Kaijima, and David Theodore. Institute for the History and Theory of Architecture (gta) | ETH Zürich / e-flux Architecture, 24. November 2020.[11]

## Familie
Christine Binswanger ist die Ururenkelin von Otto Ludwig Binswanger, dem Gründer des Sanatoriums Bellevue, dessen letzter Leiter ihr Vater Wolfgang Binswanger war. Hans-Ruedi Binswanger ist ihr Bruder.